# غندر
محمد بن جعفر الحافظ المجود الثبت أبو عبد الله الهذلي مولاهم البصري الكرابيسي مُحدث من تابعي التابعين ولد بضع عشرة ومائة. وتوفي سنة 193 هـ. سُمى غندر؛ لأنه تعنت ابن جريج في الأخذ، وشغب عليه أهل الحجاز، فقال: «ما أنت إلا غندر».

## روايته للحديث
- روى عن: حسين المعلم، وعبد الله بن سعيد بن أبي هند، وعوف الأعرابي، وابن جريج، وجعفر بن ميمون الأنماطي، وسعيد بن أبي عروبة، وشعبة بن الحجاج.
- روى عنه: علي بن المديني، وأحمد بن حنبل، ويحيى بن معين، وإسحاق بن راهويه وأبو بكر بن أبي شيبة، وعمرو بن علي، ومحمد بن بشار، ومحمد بن المثنى، ومحمد بن الوليد البسري، وإبراهيم بن محمد بن عرعرة، وخليفة بن خياط، وسليمان بن أيوب صاحب البصري، وأحمد بن منيع، والعباس بن يزيد البحراني، ويحيى بن حكيم، ونصر بن علي، وأخرون.
- الأقوال عنه: قال يحيى بن معين: «كان أصح الناس كتابًا، وأراد بعض الناس أن يخطئ غندرًا، فلم يقدر.» وقال: «فما وجدنا فيه شيئًا، وكان يصوم يومًا، ويفطر يومًا منذ خمسين سنة.»، قال عبد الرحمن بن مهدي: «كنا نستفيد من كتب غندر في حياة شعبة.»[1]